# Saint-Renan
Saint-Renan är en kommun i departementet Finistère i regionen Bretagne i västra Frankrike. Kommunen ligger i kantonen Saint-Renan som tillhör arrondissementet Brest. År 2022 hade Saint-Renan 8 454 invånare.

## Befolkningsutveckling
Antalet invånare i kommunen Saint-Renan
Referens:INSEE